# La Chapelle-Aubareil
La Chapelle-Aubareil è un comune francese di 476 abitanti situato nel dipartimento della Dordogna nella regione della Nuova Aquitania.

## Società

### Evoluzione demografica
Abitanti censiti